# Ripipteryx cyanipennis
Ripipteryx cyanipennis är en insektsart som beskrevs av Henri Saussure 1874. Ripipteryx cyanipennis ingår i släktet Ripipteryx och familjen Ripipterygidae. Inga underarter finns listade i Catalogue of Life.